# Mineral Springs (Carolina del Norte)
Mineral Springs es un pueblo ubicado en el condado de Union en el estado estadounidense de Carolina del Norte. La localidad en el año 2000, tenía una población de 1.370 habitantes en una superficie de 19,6 km², con una densidad poblacional de 70 personas por km².

## Geografía
Mineral Springs se encuentra ubicado en las coordenadas 34°56′15″N 80°40′30″O / 34.93750, -80.67500. Según la Oficina del Censo, la localidad tiene un área total de 19,6 km² (7,6 mi²), de la cual 19,6 km² (7,6 mi²) es tierra y 0,1 km² (0 mi²) (0.13%) es agua.

### Localidades adyacentes
El siguiente diagrama muestra a las localidades en un radio de 16 kilómetros (9,9 mi) de Mineral Springs.

## Demografía
En el 2000 la renta per cápita promedia del hogar era de $41.932, y el ingreso promedio para una familia era de $44.431. El ingreso per cápita para la localidad era de $17.896. En 2000 los hombres tenían un ingreso per cápita de $31.581 contra $24.926 para las mujeres. Alrededor del 4.40% de la población estaba bajo el umbral de pobreza nacional.